# Pico Cuiña
El pico Cuiña es una montaña situada en la sierra de Ancares (El Bierzo, León, España); con 1992 m s. n. m. es la más alta de la misma. En la cara este se encuentra el lago Cuiña, de origen glaciar.

## Ascensión

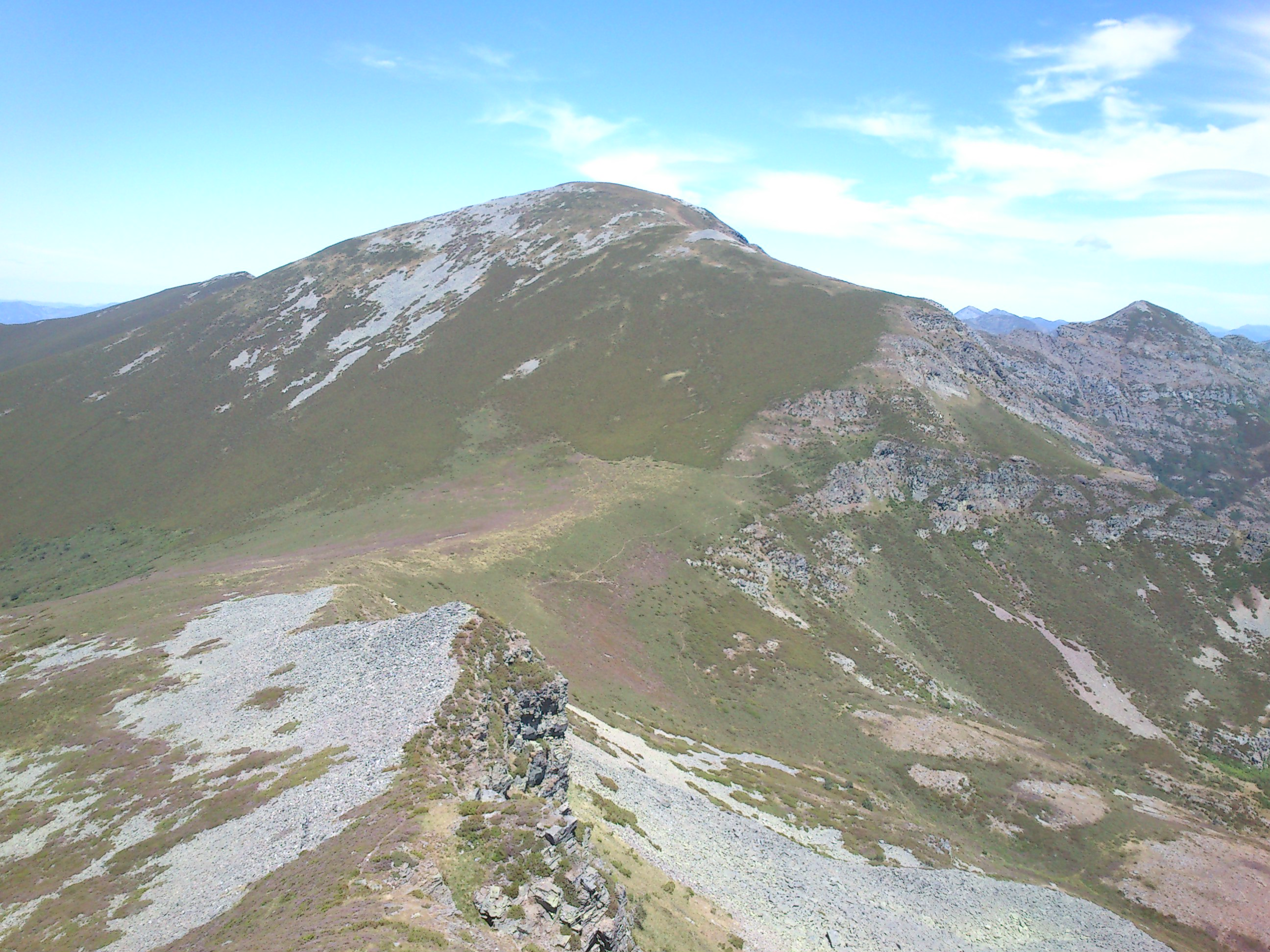
Cumbre

Siguiendo la señalización, se puede ascender a su pico en menos de 2 horas desde el puerto de Ancares. Existen otras rutas de ascenso alternativas desde las localidades de Burbia y Piornedo, estas están peor señalizadas, este motivo y el desnivel acumulado pueden aumentar considerablemente la dificultad del ascenso.